# Johannes Allmayer
Johannes Allmayer (* 1978 in Filderstadt) ist ein deutscher Schauspieler.

## Biografie
Johannes Allmayer wuchs in Filderstadt auf. Nach seinem Abitur zog er nach München, wo er von 1999 bis 2003 an der Bayerischen Theaterakademie August Everding eine Schauspielausbildung absolvierte. Nach dem erfolgreichen Abschluss folgten einige regionale Theaterrollen. 2003 zog er nach Düsseldorf, wo er am Schauspielhaus Düsseldorf eine feste Stelle bekam. Es folgten erste Auftritte im Fernsehen. So spielte er in der Serie Schulmädchen – Drei sind einer zuviel mit. 2004 trat Allmayer dann zum ersten Mal in einem Kinofilm auf, als er in Stages mitspielte. 2007 spielte er in der Filmkomödie Selbstgespräche, welche im folgenden Jahr den Max-Ophüls-Preis gewann, den Callcenter-Mitarbeiter Adrian. 2009 erhielt der Film Schautag, in dem Allmayer mitspielte, in der Kategorie bester Kurzfilm ebenfalls einen Max-Ophüls-Preis.
2013 drehte Allmayer zusammen mit Florian David Fitz, Julia Koschitz, Jürgen Vogel, Miriam Stein, Volker Bruch und Hannelore Elsner die Tragikomödie Hin und weg unter der Regie von Christian Zübert, produziert von Florian Gallenberger und Benjamin Herrmann. Johannes Allmayer lebt in Berlin.

## Filmografie (Auswahl)
- 2003: Schulmädchen (Fernsehserie, Folge 3x01 Drei sind einer zuviel)
- 2005: Die Diebin und der General
- 2005: SK Kölsch (Fernsehserie, Folge 7x08 Jeder gegen jeden)
- 2005: Stages
- 2005: Tatort: Der doppelte Lott
- 2006: Post Mortem (Fernsehserie, Folge 1x07 Notwehr)
- 2007: Selbstgespräche
- 2007: Mein Mörder kommt zurück
- 2008: Krupp – Eine deutsche Familie (Minifernsehserie)
- 2008–2011: Doctor’s Diary (Fernsehserie, zwei Folgen)
- 2009: Erntedank. Ein Allgäu-Krimi
- 2009: Entführt
- 2009: Schautag
- 2009: Lutter (Fernsehserie, Folge 1x05 Mordshunger)
- 2009: Kommissar Stolberg (Fernsehserie, Folge 6x02 Requiem)
- 2009: SOKO Köln (Fernsehserie, Folge 6x13 Trilogie des Todes)
- 2010: Das Hemd
- 2010: Vincent will Meer
- 2010: Bullet
- 2011: Niemand ist eine Insel
- 2011: Wer wenn nicht wir
- 2011: In der Welt habt ihr Angst
- 2011: Arschkalt
- 2011: Männerherzen … und die ganz ganz große Liebe
- 2011: Stromberg Staffel 5, Folge 8 'Jonas'
- 2011: Tatort: Das erste Opfer
- 2011: Kein Sex ist auch keine Lösung
- 2011: Das Duo (Fernsehserie, Folge 1x22 Liebe und Tod)
- 2012: Das Kindermädchen
- 2012: Sprinter – Haltlos in die Nacht
- 2012: Jesus liebt mich
- 2012: Milchgeld. Ein Kluftingerkrimi
- 2012: Der Fall Jakob von Metzler
- 2013: Seegrund. Ein Kluftingerkrimi
- 2014: Hin und weg
- 2015: Winnetous Sohn
- 2015: Heldt (Fernsehserie, Folge 3x09 Wehrlos)
- 2015: Letzte Spur Berlin (Fernsehserie, Folge 4x07 Hochvirulent)
- 2015: Colonia Dignidad – Es gibt kein Zurück
- 2016: Tatort – Der hundertste Affe
- 2016: Schweigeminute
- 2016: Schutzpatron. Ein Kluftingerkrimi
- 2016: München Mord – Wo bist Du, Feigling?
- 2017: Die Puppenspieler
- 2018: Gladbeck
- 2018: Teufelsmoor
- 2018: Das schönste Mädchen der Welt
- 2018: Der Polizist und das Mädchen
- 2018: 100 Dinge
- 2019: Der Auftrag
- 2019: Auf einmal war es Liebe
- 2019: Now or Never
- 2020: Über Land – Kleine Fälle
- 2020: Kranke Geschäfte
- 2021: Toni, männlich, Hebamme – Gestohlene Träume
- 2022: Die Wannseekonferenz (Fernsehfilm)
- 2022: Was man von hier aus sehen kann
- 2022: Wolfsland: Das dreckige Dutzend
- 2023: Tatort: Hochamt für Toni
- 2023: Wochenendrebellen
- 2023: Ein Fest fürs Leben
- 2024: Achtsam Morden (Netflix-Miniserie)

## Theater
- 2002: Titus Andronicus
- 2002: Kaufmann von Venedig
- 2003: Sommergäste
- 2003: Flimmern
- 2003: Reineke Fuchs
- 2005: Peer Gynt
- 2005: Woyzeck
- 2005: Der Kirschgarten
- 2005: Café Umberto
- 2005: Feuergesicht
- 2005: Ein Sommernachtstraum
- 2006: Und Tschüss!
- 2006: Natürliche Auslese
- 2007: Frühlingserwachen